# 제프리 노들링
제프리 노들링(Jeffrey Nordling, 1962년 3월 11일 ~ )은 미국의 배우이다.

## 출연 작품
- 데이비드를 찾아서
- 실리콘 밸리의 신화